# Lipovo polje
Lipovo polje – polje w Chorwacji, położone na terenie Liki.

## Opis
Stanowi północną część Ličkiego polja. Rozciąga się pomiędzy miastem Otočac a Gackim poljem. Jego wymiary to 9,5 × 1,7 km. Jego wysokość bezwzględna waha się w przedziale 485–500 m n.p.m. Zajmuje powierzchnię 16,6 km².
Przez jego środkową część przepływa ponornica Lika. Na styku polja i gór znajdują się złoża wód termalnych.
Polje użytkowane jest rolniczo. Leżą na nim miejscowości Donji Kosinj i Lipovo Polje.